# Toui été
Forpus passerinus
Espèce
Statut de conservation UICN

 LC  : Préoccupation mineure
Statut CITES
Le Toui été (Forpus passerinus) ou Toui à croupion-vert est une espèce néotropicale d'oiseaux de la famille des Psittacidae.

## Description
Cet oiseau présente un plumage vert.
Le dimorphisme sexuel est marqué au niveau des couvertures sous-alaires par une coloration bleu azur (nuances retrouvées au niveau de la tête et du croupion) chez le mâle et verte chez la femelle. Cette dernière montre un front légèrement jaunâtre.
Cette espèce mesure environ 12 cm pour une masse de 30 g.

## Habitat
Le Toui été fréquente tous les milieux boisés à l'exception de la forêt dense. Il se rencontre notamment dans les lisières des bois, les défrichements et les jardins (y compris en pleine ville).

## Répartition et sous-espèces
Cet oiseau peuple notamment la Guyane (plaine littorale) où il est assez commun.
- F. p. cyanophanes (Todd, 1915) — nord de la Colombie ;
- F. p. viridissimus (Lafresnaye, 1848) — nord du Venezuela et Trinité-et-Tobago ;
- F. p. passerinus (Linné, 1758) — Guyanes ;
- F. p. cyanochlorus — (Schlegel, 1864) — Roraima ;
- F. p. deliciosus (Ridgway, 1888) — rive gauche aval de l'Amazone.

## Alimentation
Le Toui été consomme de toutes petites graines de graminées, des fleurs, des bourgeons et des baies. Il peut aussi consommer des fruits comme des caramboles, cerises acerola, bilimbi, etc.

## Comportement
Le Toui été est grégaire sauf peut-être pendant la période de reproduction. Il se rassemble parfois en grandes bandes bruyantes.

## Captivité
Bien que cet oiseau soit très sociable dans la nature, en captivité il peut être agressif envers les jeunes mâles et peut même les tuer. Il est très social quand il est jeune. c'est le meilleur compagnon pour l'amateur qui veut un oiseau qui ne crie pas mais il fait de mélodieuses vocalises.

## Reproduction
Le nid est une cavité généralement située dans un arbre : ancienne loge de pic, anfractuosité naturelle ou excavation dans une termitière arboricole. La femelle pond de deux à onze œufs (le plus souvent cinq à sept). L'incubation dure environ deux semaines et l'élevage des jeunes un mois. La moitié des femelles tente une seconde nichée.